# Seleucus V Philometor
Seleucus V, bijgenaamd Philometor (d.i. "die van zijn moeder houdt"), was kortstondig koning van het hellenistische Seleucidenrijk (Syrië) in 126/125 v.Chr..
Hij was een zoon van Demetrius II Nicator en diens echtgenote Cleopatra Thea, een dochter van Ptolemaeus VI van Egypte. Na de dood van zijn vader nam hij in 126 bezit van de troon, maar werd kort daarop vermoord. Onze bronnen schrijven zijn moeder de moord in de schoenen. Of dit waar is of niet, is onduidelijk; feit is dat zij en Antiochus VIII Grypus de macht overnamen.